# Gotfryd z Melveren
Gotfryd z Melveren (ur. 1512 w Melveren w Belgii, zm. 9 lipca 1572 w Gorkum w Holandii) – kapłan franciszkanin, męczennik, malarz, święty Kościoła katolickiego.
Jako młody człowiek wstąpił do franciszkanów. Po studiach filozoficzno-teologicznych został wyświęcony na kapłana. Pracował jako spowiednik w Gorkum. Był też malarzem. Swoje obrazy rozdawał ubogim, by mogli czcić świętych w domu. Ruch kalwiński przeciwny był ich rozpowszechnianiu.
Ojciec Gotfryd został przez kalwinów aresztowany w czerwcu 1572. Powieszono go w spichlerzu przy klasztorze św. Katarzyny w Gorkum 9 lipca 1572.
Kanonizowany przez papieża Piusa IX 29 kwietnia 1867.